# Mariusz Leszczyński

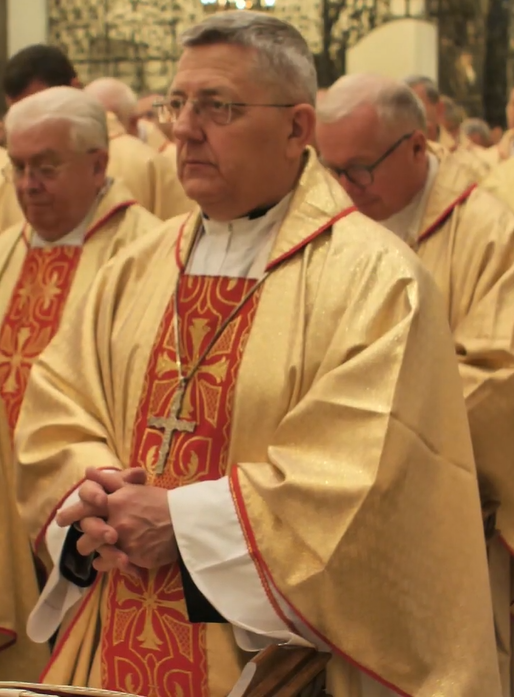
Mariusz Leszczyński (2019)

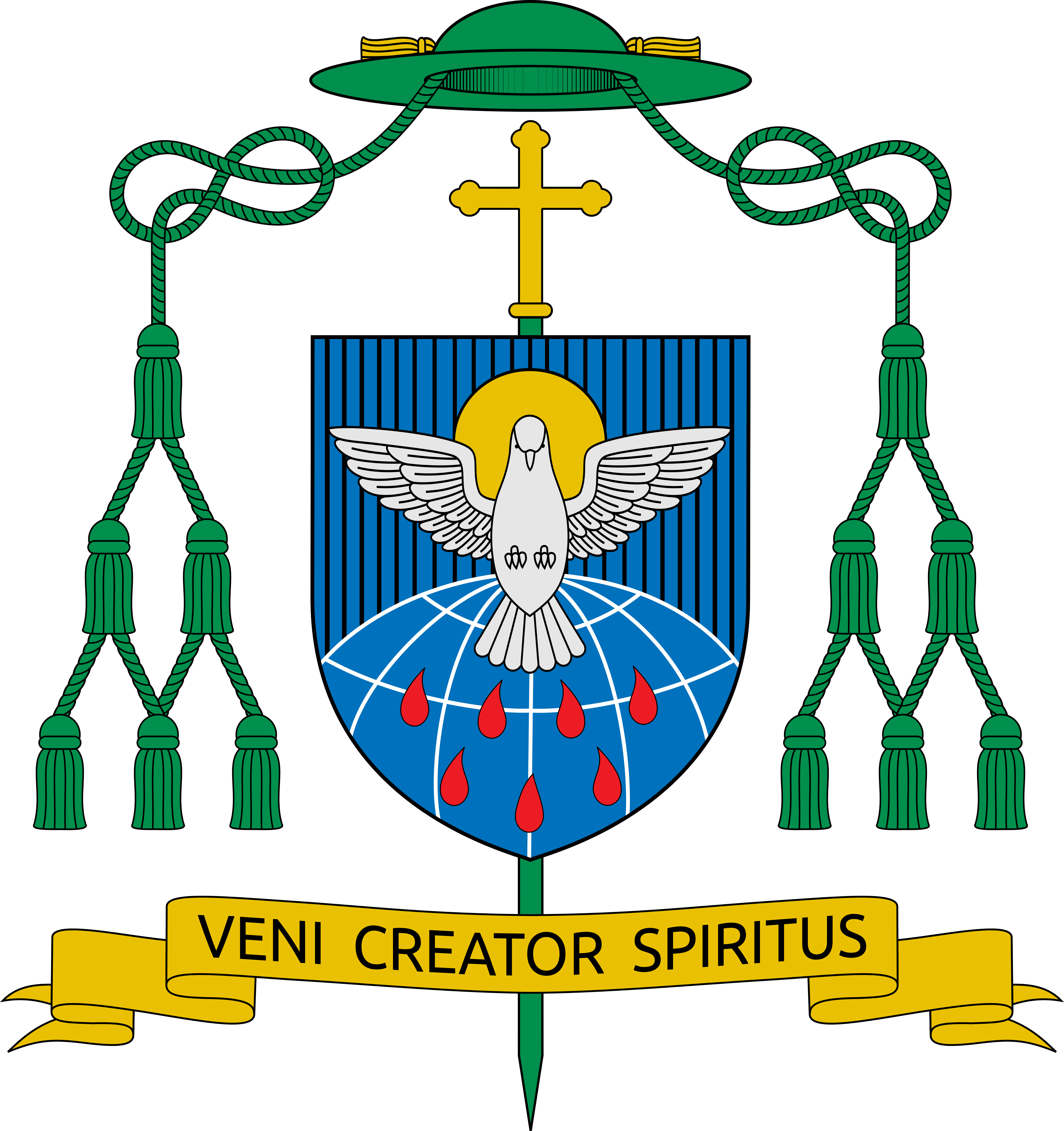
Bischofswappen von Mariusz Leszczyński

Mariusz Leszczyński (* 3. April 1957 in Horyniec-Zdrój) ist ein polnischer römisch-katholischer Geistlicher und Weihbischof in Zamość-Lubaczów.

## Leben
Mariusz Leszczyński besuchte von 1964 bis 1972 die Grundschule in Horyniec-Zdrój und ab 1972 das Gymnasium in Lubaczów, an dem er 1976 das Abitur erlangte. Anschließend studierte Leszczyński Philosophie und Katholische Theologie am Priesterseminar in Przemyśl. Daneben leistete er von 1976 bis 1978 Wehrdienst in Bartoszyce. 1983 erlangte er an der Katholischen Universität Lublin mit der von Zygmunt Zieliński betreuten kirchengeschichtlichen Arbeit Ks. Teofil Długosz jako organizator ruchu teologicznego w Polsce („Pfarrer Teofil Długosz als Organisator der theologischen Bewegung in Polen“) einen Magister Theologiae. Er empfing durch den Apostolischen Administrator von Lemberg, Marian Jozef Rechowicz, am 19. März 1983 die Diakonenweihe und am 28. Juni desselben Jahres in der Prokathedrale St. Stanislaus in Lubaczów das Sakrament der Priesterweihe für das Erzbistum Lemberg.
Leszczyński war nach der Priesterweihe zunächst als Notar und Archivar an der Diözesankurie sowie als Seelsorger in der Pfarrei St. Nikolaus in Lubaczów tätig. 1984 wurde er für weiterführende Studien an die Katholische Universität Lublin entsandt, an der er 1986 ein Lizenziat im Fach Kirchengeschichte erwarb. Von 1986 bis 1987 wirkte er als Pfarrvikar in Oleszyce. Anschließend setzte er seine Studien an der Katholischen Universität Lublin fort, an der er 1995 bei Zygmunt Zieliński mit der Arbeit Akcja Katolicka w archidiecezji lwowskiej obrządku łacińskiego („Die Katholische Aktion im Erzbistum Lemberg des lateinischen Ritus“) zum Doktor der Theologie im Fach Kirchengeschichte promoviert wurde. Ab 1990 war Leszczyński Pfarrer in Tarnoszyn. Am 3. Juni 1991 wurde er in den Klerus der neu gegründeten Apostolischen Administratur Lubaczów (ab 1992 Bistum Zamość-Lubaczów) inkardiniert. 1995 wurde er zudem Direktor des Diözesanmuseums in Zamość.
Am 10. Juni 1998 ernannte ihn Papst Johannes Paul II. zum Titularbischof von Bassiana und bestellte ihn zum Weihbischof in Zamość-Lubaczów. Der Apostolische Nuntius in Polen, Erzbischof Józef Kowalczyk, spendete ihm am 4. Juli desselben Jahres in der Kathedrale Hl. Apostel Thomas in Zamość die Bischofsweihe; Mitkonsekratoren waren der Erzbischof von Przemyśl, Józef Michalik, und der Bischof von Zamość-Lubaczów, Jan Śrutwa. Leszczyński wählte als Wahlspruch den Hymnus Veni creator spiritus („Komm, Schöpfer Geist“). Als Weihbischof ist er zudem Generalvikar des Bistums Zamość-Lubaczów und Moderator der Kurie sowie weiterhin Direktor des Diözesanmuseums in Zamość. Er gehört dem Priesterrat, dem Konsultorenkollegium und dem Diözesanpastoralrat des Bistums an und fungiert als Vizepräsident des Diözesanvermögensverwaltungsrats. Außerdem wirkte er von 1998 bis 1999 als Pfarrer der Pfarrei Heilig Kreuz in Zamość. Von 1998 bis 2014 leitete Leszczyński auch die Pastoralabteilung des Bistums Zamość-Lubaczów und von 1999 bis 2000 den diözesanen katholischen Radiosender in Zamość. Darüber hinaus wurde er 1999 Domherr und 2001 Domdechant an der Kathedrale Hl. Apostel Thomas in Zamość. Vom 3. Februar bis zum 11. August 2012 leitete er das Bistum Zamość-Lubaczów während der Sedisvakanz als Diözesanadministrator. Daneben wurde er 2012 an der Katholischen Universität Lublin mit der Arbeit Archidiecezja lwowska obrządku łacińskiego w granicach Polski 1944–1992 („Das Erzbistum Lemberg des lateinischen Ritus in den Grenzen Polens 1944–1992“) im Fach Kirchengeschichte habilitiert. Seine Forschungsschwerpunkte sind die Kirchengeschichte des 19. und 20. Jahrhunderts, die Geschichte des lateinischen Erzbistums Lemberg sowie Kunstgeschichte und kirchliche Museologie.
In der Polnischen Bischofskonferenz fungierte Leszczyński zudem von 2003 bis 2013 als nationaler kirchlicher Assistent der Katholischen Aktion. Ferner gehörte er von 2001 bis 2006 dem Rat für Kultur und den Schutz des kulturellen Erbes an. Seit Juni 2017 ist er Mitglied des wissenschaftlichen Rates der Bischofskonferenz.

## Schriften
- Akcja Katolicka w archidiecezji lwowskiej obrządku łacińskiego. Bernardinum, Lublin 1996, ISBN 978-83-8649122-3.
- Archidiecezja lwowska obrządku łacińskiego w granicach Polski 1944–1992 (= Źródła i Monografie. Band 375). Towarzystwo Naukowe Katolickiego Uniwersytetu Lubelskiego Jana Pawła II, Lublin 2011, ISBN 978-83-7306-526-0.